# James Perry Conner
James Perry Conner (* 27. Januar 1851 im Delaware County, Indiana; † 19. März 1924 in Denison, Iowa) war ein US-amerikanischer Politiker. Zwischen 1900 und 1909 vertrat er den Bundesstaat Iowa im US-Repräsentantenhaus.

## Werdegang
James Conner besuchte die Upper Iowa University in Fayette. Nach einem anschließenden Jurastudium an der University of Iowa in Iowa City und seiner im Jahr 1873  erfolgten Zulassung als Rechtsanwalt begann er in Denison in seinem neuen Beruf zu praktizieren. Zwischen 1880 und 1884 war er Staatsanwalt im 13. Gerichtsbezirk des Staates Iowa. Danach war er bis 1886 im gleichen Bezirk als Richter tätig. Anschließend war er Richter im 16. Gerichtsbezirk.
Politisch war Conner Mitglied der Republikanischen Partei. Im Jahr 1892 war er Delegierter zur Republican National Convention in Minneapolis, auf der US-Präsident Benjamin Harrison für eine weitere Amtszeit nominiert wurde. Bei den Wahlen unterlag dieser aber Grover Cleveland. Nach dem Rücktritt des Kongressabgeordneten Jonathan P. Dolliver, der zum US-Senator ernannt worden war, wurde Conner bei der fälligen Nachwahl im zehnten Wahlbezirk von Iowa zu dessen Nachfolger im US-Repräsentantenhaus in Washington, D.C. gewählt. Nachdem er bei den folgenden regulären Kongresswahlen in seinem Mandat bestätigt wurde, konnte er zwischen dem 4. Dezember 1900 und dem 3. März 1909 im Kongress verbleiben.
Im Vorfeld der Wahlen des Jahres 1908 verlor James Conner in den Vorwahlen seiner Partei gegen Frank P. Woods. Danach arbeitete er wieder als Rechtsanwalt. Er starb am 19. März 1924 in Denison.